# Donglintempel van Lu Shan
De Donglintempel van Lu Shan is een boeddhistisch tempelcomplex op de berg Lushan in de stadsprefectuur Jiujiang in de Chinese provincie Jiangxi. De tempel is in China bekend. De bouw van de tempel begon in het jaar 384 tijdens de Oostelijke Jin-dynastie. Monnik Huiyuan begon hier met het ontwikkelen van zijn leer Zuiver Land-boeddhisme. Deze werd later zeer bekend en verspreidde zich naar de rest van China en later naar landen als Korea, Japan en Vietnam.
De tempel is door bergen omringd en voor de tempelpoort staat de brug Huxi (虎溪橋).
Door de jaren heen is de tempel meerdere keren verwoest. Voorbeelden zijn verwoestingen door het Zuoliangyuleger (左良玉軍隊) in de 17e eeuw en door het leger van de Taiping-opstand in 1853. Ook tijdens de Culturele Revolutie bleef de tempel niet gespaard.
In 1978 begonnen de renovatiewerkzaamheden aan de tempel en kwam hij op de provinciale lijst van beschermde erfgoederen van Jiangxi.